# Філіпп Макс
Філіпп Макс (нім. Philipp Max, нар. 30 вересня 1993, Фірзен) — німецький футболіст, захисник клубу ПСВ, який на правах оренди грає за «Айнтрахт» (Франкфурт).

## Клубна кар'єра
Народився 30 вересня 1993 року в містечку Фірзен, що у передмісті Менхенгладбаха, де в той час за місцеву «Боруссію» грав у футбол його батько, Мартін Макс. Мати Філіппа також була футболісткою і грала за збірну Вестфалії.
Розпочав займатись футболом у школі клубу «Бальдгам», з якого у 2003 році перейшов в академію клубу «Мюнхен 1860», де тоді виступав його батько. З 2010 року навчався у школі головної команди Мюнхена — «Баварії», проте 2010 року Макс перейшов в молодіжку «Шальке 04», з якою виграв молодіжний чемпіонат Німеччини.
З 2012 року став залучатись до матчів дублю «гірників», що грав у регіональній лізі «Захід». 25 березня 2014 року дебютував за основну команду в матчі Бундесліги проти дортумундської «Боруссії», замінивши Юліана Дракслера. Проте закріпитись у гельзенкірхенській команді Макс не зумів, зігравши лише у двох матчах за сезон.
30 квітня 2014 року Макс підписав трирічний контракт з «Карлсруе СК». 27 вересня того ж року Філіпп дебютував за новий клуб у матчі Другої Бундесліги проти клубу «Інгольштадт 04».
4 серпня 2015 року Макс підписав контракт на два роки з можливістю продовження з «Аугсбургом» з першої Бундесліги, який заплатив за гравця 3,6 мільйони євро. Відтоді встиг відіграти за аугсбурзький клуб 26 матчів в національному чемпіонаті.

## Виступи за збірну
2016 року захищав кольори олімпійської збірної Німеччини на Олімпійських іграх 2016 року у Ріо-де-Жанейро.

## Титули і досягнення
- Володар Суперкубка Нідерландів (2):

ПСВ: 2021, 2022
- Володар Кубка Нідерландів (1):

ПСВ: 2021-22
Збірні
Німеччина (ол.)
- Срібний призер Олімпійських ігор (1): 2016

## Особисте життя
Син колишнього футболіста збірної Німеччини Мартіна Макса.